# Ludwig Klüpfel

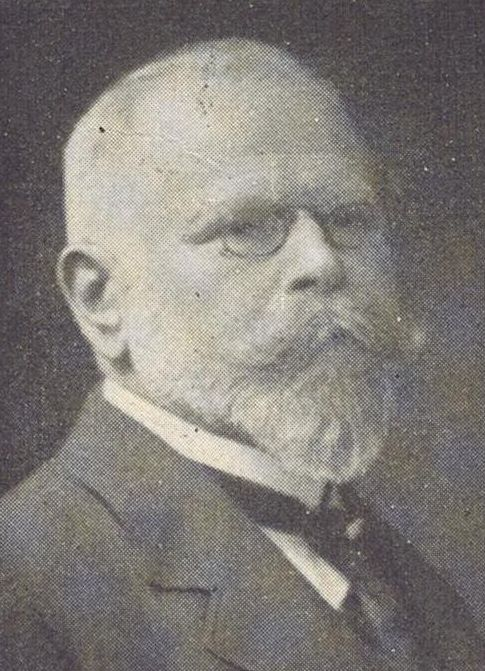
Ludwig Klüpfel

Ludwig Klüpfel (* 27. November 1843 in Tübingen; † 10. Dezember 1915 in Stuttgart) war ein deutscher Jurist und Wirtschaftsmanager, der insbesondere als Sozialpolitiker hervortrat.

## Familie
Er war der Sohn von Karl August Klüpfel und Sophie Klüpfel geborene Schwab. 1882 heiratete er Elisabeth geborene Baur († 1891). Mit ihr hatte er eine Tochter und vier Söhne, von denen zwei noch im Säuglingsalter verstarben.

## Leben
Nach dem Abitur in Tübingen besuchte Ludwig Klüpfel das Seminar in Blaubeuren und studierte anschließend an der Eberhard Karls Universität Tübingen Rechtswissenschaft. Nach Ableistung der Militärdienstpflicht trat er 1867 als Gerichtsaktuar in den württembergischen Justizdienst ein. Zwischen 1870 und 1876 war er Finanzassessor an der Generaldirektion der Königlich Württembergischen Staats-Eisenbahnen. 1877 wechselte zur Firma Krupp in Essen. Zunächst als juristischer Hilfsarbeiter angestellt, stieg er 1881 zum Prokuristen und danach zum stellvertretenden Vorsitzenden des Kruppschen Direktoriums auf und wurde damit Mitglied des Aufsichtsrats. Nachdem er 1910 in den Ruhestand trat, blieb er bis zu seinem Tod dessen Mitglied. Von 1901 bis 1910 war er Stadtverordneter in Essen und zugleich Mitglied des Provinziallandtags der Rheinprovinz. Er war zudem Presbyter der evangelischen Gemeinde.
Als wichtiger Entscheidungsträger der Firma Krupp gehörte er einer Reihe einflussreicher Vereine an. Er war Vorstandsmitglied des Vereins zur Wahrung der gemeinsamen wirtschaftlichen Interessen in Rheinland und Westfalen. Weiterhin war er Vorstandsmitglied der Nordwestdeutschen Gruppe im Verein Deutscher Eisen- und Stahlindustrieller sowie Mitglied im Verein deutscher Eisenhüttenleute und im Essener Zweigverein der Deutschen Kolonialgesellschaft.
Ein besonders wichtiges Anliegen war Klüpfel der Schutz der Arbeitnehmer. Als Leiter der betriebseigenen Wohlfahrtseinrichtungen der Firma Krupp gelangen ihm zahlreiche Verbesserungen im Bereich der Arbeitssicherheit und der innerbetrieblichen Krankenfürsorge. Seine Ziele verfolgte er auch außerhalb der Firma Krupp zunächst regional als Mitbegründer des Verbands rheinisch-westfälischer Betriebskrankenkassen (1904). 1907 war er maßgeblich an der Gründung des Verbands zur Wahrung der Interessen der deutschen Betriebskrankenkassen beteiligt. Weiterhin wirkte er als Ausschussvorsitzender der Landesversicherungsanstalt der Rheinprovinz und Vorsitzender der Rheinisch-Westfälischen Hütten- und Walzwerks-Berufsgenossenschaft für das Wohl der Arbeitnehmer und des Unternehmens.

## Ehrungen
- preußischer Roter Adlerorden 3. Klasse mit Schleife
- preußischer Kronenorden (Preußen) 2. Klasse
- chinesischer Orden vom Doppelten Drachen 2. Klasse 3. Stufe
- osmanischer Osmanje-Orden 3. Klasse
- Benennung der Klüpfelstraße in Essen-Rüttenscheid[1]